# Aussichtsturm Kalmit
Der Aussichtsturm Kalmit ist ein Turm auf der namensgebenden Kalmit, dem bei Maikammer im rheinland-pfälzischen Landkreis Südliche Weinstraße gelegenen, mit 672,6 m ü. NHN höchsten Berg des Pfälzerwaldes.

## Panorama
Nachdem der im Jahre 1868 auf dem Gipfel gebaute Aussichtsturm eingestürzt war, errichtete in den Jahren 1928/29 der Hauptverein des Pfälzerwald-Vereins einen neuen, 21 m hohen Aussichtsturm. Er war von Anfang an mit Wohnräumen, elektrischem Licht und fließendem Wasser ausgestattet. Von diesem Turm hatte man einen umfassenden Panoramablick, nicht nur über den gesamten Pfälzerwald und auf die sich südlich anschließenden Vogesen, sondern bei klarer Sicht auch bis hin zu den Höhenzügen des Hunsrücks, Taunus, Odenwalds und Schwarzwalds. Nach Meinung damaliger Zeitgenossen war die Kalmit deshalb „der schönste Aussichtsberg der Pfalz“. Mittlerweile befinden sich im und auf dem Turm diverse mess- und funktechnische Anlagen, so dass er zunächst zeitweilig und in den letzten Jahrzehnten völlig für die Öffentlichkeit gesperrt wurde.

### Relaisfunkstelle
Neben dem Polizeipräsidium Rheinpfalz, dem Pächter des Turms, nutzen auch Amateurfunker Höhe und Lage der Kalmit. Der Ortsverband Z22 des Verbands der Funkamateure in Telekommunikation und Post (VFDB) errichtete auf dem Gipfel eine Relaisfunkstelle mit dem Rufzeichen DB0XK, deren Funkfrequenz von 145,700 MHz am 30. November 1971 genehmigt wurde. Das Amateurfunk-Sprachrelais ist im Turm neben dem Kalmithaus untergebracht.

### Wetterstation
Auf dem Kalmitturm wurde eine Wetterstation eingerichtet, die ihren Betrieb im März 2007 aufnahm und als Gemeinschaftsprojekt von verschiedenen Betreibern getragen wird. Damit wurde eine meteorologische Tradition aufgegriffen und weitergeführt, da bis zum Beginn des Zweiten Weltkrieges auf der Kalmit eine Station des Reichsamts für Wetterdienst bestand, der wegen ihrer exponierten Lage eine besondere Bedeutung zukam.

### Fernsicht-Messstation
2012 wurde auf dem Kalmitturm eine spezielle Einrichtung zur Fernsichtmessung installiert; Zweck ist die Erfassung des Sichtklimas im Biosphärenreservat Pfälzerwald-Nordvogesen. Während an vielen unbemannten Wetterstationen eine automatisierte Messung der Sichtweite in dem für die Verkehrssicherheit relevanten Bereich zwischen 0 und 10 km erfolgt, ist die Messstation auf der Kalmit für den Bereich von 10 bis 390 km ausgelegt, der für den Feinstaubgehalt der Luft maßgeblich ist. Messwerte und Messbild sind über das Projekt Fern-Sehen im Pfälzerwald zugänglich, das vom Haus der Nachhaltigkeit in Johanniskreuz, einer Einrichtung von Landesforsten Rheinland-Pfalz, betreut wird. Die Messungen dienen auch dazu, Naturliebhaber rechtzeitig über außergewöhnliche Sichtweiten zu informieren, die ziemlich selten sind und sich schwer vorhersagen lassen.